# Diocesi di Ausuaga
La diocesi di Ausuaga (in latino Dioecesis Ausuagensis) è una sede soppressa e sede titolare della Chiesa cattolica.

## Storia
Ausuaga, nell'odierna Tunisia, è un'antica sede episcopale della provincia romana dell'Africa Proconsolare, suffraganea dell'arcidiocesi di Cartagine.
Stefano Antonio Morcelli afferma l'esistenza di due diocesi Auzuagensis nella provincia Proconsolare. Infatti alla conferenza di Cartagine del 411 sono attestati due vescovi donatisti, entrambi di Ausuaga, Gennaro e Privato. Un precedente vescovo di una delle due Ausuaga, Aimno, prese parte al concilio di Cartagine convocato il 1º settembre 256 da san Cipriano per discutere della questione relativa alla validità del battesimo amministrato dagli eretici, e figura al 50º posto nelle Sententiae episcoporum.
Dal 1989 Ausuaga è annoverata tra le sedi vescovili titolari della Chiesa cattolica; dal 13 maggio 2002 il vescovo titolare è Edgardo Sarabia Juanich, già vicario apostolico di Taytay.

## Cronotassi

### Vescovi
- Aimno † (menzionato nel 256)
  - Gennaro † (menzionato nel 411) (vescovo donatista)
  - Privato † (menzionato nel 411) (vescovo donatista)

### Vescovi titolari
- Kevin Laurence Rafferty † (19 giugno 1990 - 19 aprile 1996 deceduto)
- Paul-André Durocher (20 gennaio 1997 - 27 aprile 2002 nominato vescovo di Alexandria-Cornwall)
- Edgardo Sarabia Juanich, dal 13 maggio 2002